# Verbascum natolicum
Verbascum natolicum är en flenörtsväxtart som först beskrevs av Fisch. och Mey., och fick sitt nu gällande namn av Huber-morath. Verbascum natolicum ingår i släktet kungsljus, och familjen flenörtsväxter. Inga underarter finns listade i Catalogue of Life.